# Človek-ura
Človek-ura je enota za merjenje količine načrtovanega in opravljenega dela na enoto časa in pomeni količino dela, ki ga »povprečen« delavec opravi v eni uri neprekinjenega dela. Odmori v ta čas niso všteti.
Gre za standardno enoto, s katero merimo predvideni in porabljeni delovni napor za izvedbo neke aktivnosti. Pri zelo elementarnih opravilih (npr. delo za tekočim trakom) je na ta način možno zelo pregledno načrtovati in prilagajati kapacitete proizvodnje. Če dodamo še enkrat več delavcev, bo proizvodnja praviloma potekala še enkrat hitreje.
V realnih primerih je pri izračunih potrebno upoštevati tudi druge dejavnike, npr. potrebo po pripravi, uvajanju, organizaciji, koordinaciji med izvajalci in neločljivimi enotami dela. Dva kuharja ne moreta skuhati enega kosila v polovičnem času glede na čas, ki bi ga za to opravilo potreboval en kuhar. Dva slikarja ne naslikata ene slike v polovičnem času glede na čas, ki bi ga za to opravilo potreboval en slikar. 
Koncept računanja s človek-urami je smiselno uporabiti predvsem pri daljših opravilih in projektih, saj se vpliv omenjenih dodatnih dejavnikov zmanjšuje s količino skupnega dela, ki ga je treba opraviti. V teh primerih se standardno uporabljajo tudi večje enote, kot sta človek-dan (8 človek-ur) ali človek-leto (po navadi 2000 človek-ur).
Poleg količine dela v praksi z istimi enotami merimo tudi stroške, ki z opravljanjem tega dela nastanejo za izvajalca ali naročnika tega dela.